# Marigny-l’Église
Marigny-l’Église – miejscowość i gmina we Francji, w regionie Burgundia-Franche-Comté, w departamencie Nièvre. W 2013 roku jej populacja wynosiła 312 mieszkańców. Przez gminę przepływa rzeka Cure.